# نيبر
النيبر هي وحدة لوغاريتمية لنسب القياسات الميدانية الفعلية وكميات الطاقة، مثل الربح والخسارة من الإشارات الإلكترونية. اسم وحدة نابيير مشتق من اسم العالم جون نابير، مخترع اللوغاريتمات. وكما هو الحال بالنسبة لوحدة الديسيبل، والنيبر هو وحدة في النظام الدولي للكميات (ISQ) والنيبر ليس وحدة في النظام الدولي للوحدات (SI)، ولكنها قبلت لاستخدامها جنبا إلى جنب مع النظام الدولي للوحدات (SI).